# 近藤用義
近藤 用義（こんどう もちよし）は、江戸時代前期の旗本。近藤秀用の四男。のちに秀用の遺領を分割して受け継ぐ「五近藤家」の一つ・井伊谷近藤家の家祖にあたる。

## 生涯
慶長元年（1596年）、近藤秀用の四男として生まれる。母は秀用の正室（本多信俊の娘）で、近藤季用・用可は同母兄である。
慶長年中（1596年 - 1615年）、徳川家康に御目見。慶長19年（1614年）の大坂冬の陣には父とともに従軍。翌慶長20年/元和元年（1615年）の夏の陣にも従軍し、首級2つを挙げた。戦後は小姓組に属する。
寛永元年（1624年）、秀用が小田原城番に任じられると、秀用からの要請によって小田原に赴き、その職務を補佐した。寛永3年（1626年）、小田原で没する。享年31。同地の早雲寺に葬られた。